# سوانح الدكن
سوانح الدكن (وتعني أخبار الدكن) هو عمل جمعه منعم خان الهمداني الأورنك آبادي في عام 1197 هـ (1782 م). وهي مخطوطة غير منشورة باللغة الفارسية وتقدم إحصائيات حسابات الإيرادات للصوبات الستة في الدكن مع سرد تاريخي للدولة الآصفية المسلمة في الهند [الإنجليزية] أو أنظمة حيدر أباد. كان منعم خان قائدًا عسكريًا في عهد آصف جاه الثاني. وأعطى هذا العمل مزيدًا من التبصر حول نظام آصف جاه بين عامي 1724 م و1783 م كما يصف العمل التقسيمات الإدارية والإيرادات في الدكن تحت سلطنة مغول الهند وتحديدًا خلال السنوات الأخيرة من حكم أورنكزيب. ذُكرَت قائمة مفصلة بالمناطق والمحلات والقرى مع إيراداتها.
تم حفظ نسختين مخطوطتين من هذا العمل في حيدر أباد. الأولى موجودة في أرشيف ولاية أندرا براديش تحت رقم المخطوطة 22 والثانية موجود في مكتبة المخطوطات الشرقية والمعهد البحثي.
ومن المصادر الأخرى التي يمكن من خلالها معرفة تقسيمات الإدارة خلال الحكم المغولي وحكم النظام المبكر كتاب دستور العمل الشاهنشاهي (1781) لمونشي ثاكور لال، وكتاب ده بي ديهي (حوالي 1705) لمحمد شفيق. 

## طالع أيضًا
- ولاية حيدر أباد
- راجاموندري ساركار [الإنجليزية]